# مفتوح الخطم
مفتوح الخطم (الاسم العلمي:†Acleistorhinus) هو جنس من نظيرات الزواحف يتبع فصيلة مفتوحات الخطم من أشباه البركلوفونات.